# Ludovico Buglio
Ludovico Buglio (chinois traditionnel : 利類思 ; pinyin : Li Leisi) né le 26 janvier 1606 à Mineo dans le royaume de Sicile et mort le 7 octobre 1682 à Pekin, est un jésuite sicilien, missionnaire à la Chine. Il fut le premier à prêcher dans les provinces du Sichuan (où il fut le premier missionnaire chrétien), ainsi que dans celles du Fujian et du Jiangxi.

## Biographie
Né le 26 janvier 1606 à Mineo en Sicile, il entra chez les jésuites, le 20 novembre 1622, âgé de seize ans. Après avoir achevé son noviciat, il fut envoyé au Collège romain, où il perfectionna ses études par l’exercice de l’enseignement jusqu’en 1634. Il obtint du Père général d’être destiné aux missions de l’Orient. Il se rendit à Lisbonne, où il s’embarqua pour les Indes, et arriva, en 1636, à Goa. De là, sa course devait se diriger vers le Japon ; mais, ayant appris que la religion chrétienne venait encore d’être proscrite dans ces îles, et que tous les ports étaient rigoureusement fermés à ceux qui la prêchaient, il tourna ses vues vers les missions de la Chine, et prit la route de Macao, où il arriva en 1637. La Chine était alors livrée à l’anarchie : les Tartares avaient commencé la conquête de cet empire. Des aventuriers chinois, à la tête de corps d’armée, s’étaient emparés de quelques provinces qu’ils dévastaient. Les PP. Buglio et de Magalhães, en pénétrant à la Chine, furent faits prisonniers par le prétendant rebelle au trône, Zhang Xianzhong, qui fait pression sur les deux pères pour qu’ils entrent à son service. Ce qu’ils firent.
Avec la défaite et fuite du rebelle Zhang (en 1647) par les forces mandchoues, les deux missionnaires sont suspects, à cause de leur collaboration. Ils sont emmenés à Pékin en 1648 par Haoge, un membre de la famille impériale, et emprisonnés. Cependant grâce à l’intervention du père Schall auprès du jeune empereur Shunzhi ils obtiennent la liberté.
Après la mort, à l’âge de 23 ans, de l’empereur Shunzhi (1661) - et pendant la minorité de son fils Kangxi - les attaques de Yang Guangxian contre les jésuites de la ‘Commission d’astronomie’ et de la mission chrétienne conduisent à la 'Persécution des quatre régents' (1661-1671) et à l’emprisonnement à Guangzhou (Canton) de tous les missionnaires étrangers, à l’exception de Buglio, Adam Schall et Ferdinand Verbiest, qui résidaient à Pékin. Buglio entreprit la construction de l’église Saint-Joseph à Pékin (connue sous le nom de ‘Dong Tang’, ‘l'église de l'est’). Il eut part, avec le P. Verbiest, à la réformation du calendrier chinois, et ne contribua pas moins que ses collègues au rappel des missionnaires exilés, qui furent rétablis dans leurs églises, lorsque Kangxi, devenu majeur, eut pris les rênes du gouvernement. Buglio mourut à Pékin le 7 Octobre 1682 et reçut des funérailles nationales.

## Œuvres

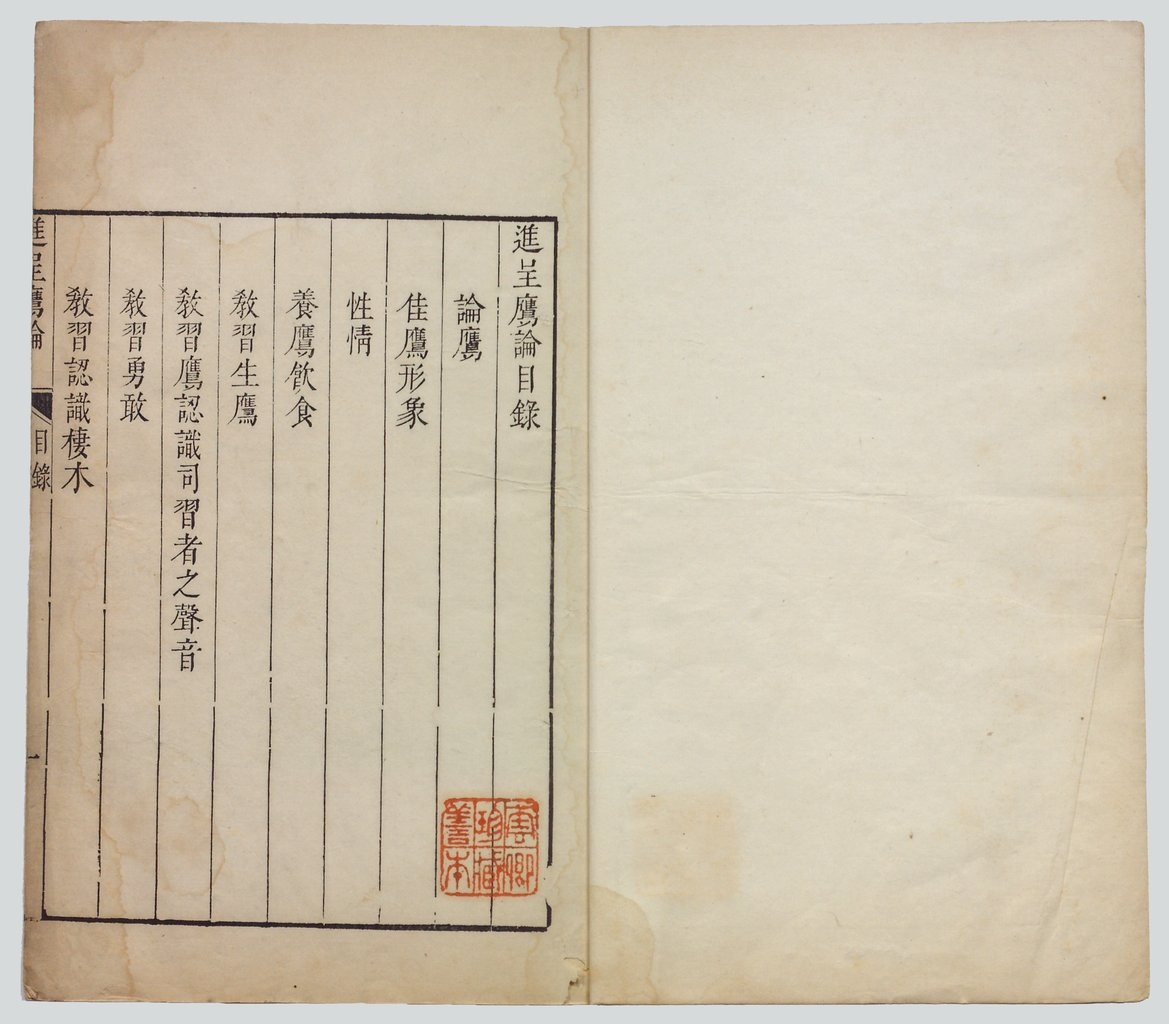
Page de titre du Jin cheng ying lun (Traité sur les faucons) par Ulisse Aldrovandi traduit par Ludovico Buglio.

Buglio a traduit plus de 80 volumes en chinois, principalement des œuvres sur la théologie, les langues, l'astronomie et les mathématiques. Parmi ses traductions figurent les traductions chinoises du Missel (Mi-sa ching-tien) et du Rituel romain (Sheng-shih li-tien), imprimées à Pékin, dans la résidence des missionnaires, un abrégé de la Somme théologique de Thomas d'Aquin (Ch'ao-hsing-hsüeh yao), un Recueil de décisions de cas de conscience et une Apologie de la religion chrétienne.
Parmi ses traductions figurent aussi deux brochures qui furent les premiers écrits présentant la biologie occidentale en Chine : Shi zi shuo (Sur les lions) et Jin cheng ying lun (Traité sur les faucons). Lorsqu'un diplomate portugais cherchant à améliorer les relations commerciales avec la Chine fit don à l'empereur Kangxi (1654-1722) d'un lion, un animal qui n'est pas originaire de Chine, Buglio réalisa sa brochure sur les lions qui fut publiée à Pékin. L'empereur se montra très satisfait par l'ouvrage. Les Mandchous aimaient élever des faucons pour la chasse et l'empereur désirait savoir comment les faucons étaient élevés en Occident. Sur ordre impérial, Buglio compila cette brochure sur les faucons, décrivant en détail diverses espèces de faucons, aussi bien étrangères que locales, leur apparence, leur tempérament, leur alimentation et les méthodes d'élevage et de dressage. La fin du livre contenait un chapitre spécial sur les éperviers. L'ouvrage complet comprend 55 chapitres. Il faisait partie du douzième volume du Gu jin tu shu ji cheng (Recueil de livres anciens et actuels) sous son titre original, dans la section sur les faucons, dans la catégorie des sciences naturelles. Ses brochures sur les lions et les faucons ne furent pas écrites par lui ; toutes deux étaient des traductions de travaux d'un naturaliste italien du XVIe siècle, Ulisse Aldrovandi (1522–1605).